# Sławomir Rawicz
Sławomir Rusiecki-Rawicz (ur. 1 września 1915 w Pińsku, zm. 5 kwietnia 2004 w Nottingham) – plutonowy Polskich Sił Powietrznych w Wielkiej Brytanii.

## Długi marsz
Sławomir Rawicz w książce Długi marsz opisał historię ucieczki w 1941 roku z gułagu na Syberii i przedostania się wraz z towarzyszami 6000-kilometrowym marszem przez pustynię Gobi, Chiny i Mongolię do Indii, a później Iranu. Przedostał się do Wielkiej Brytanii i wstąpił do Polskich Sił Powietrznych. Otrzymał numer służbowy RAF 707490.

### Fałszerstwo Rawicza
W 2006 r. BBC opublikowało raport bazujący na danych posiadanych przez Rosję, które także zawierały najprawdopodobniej napisane przez Rawicza dokumenty, stwierdzające że Rawicz został wypuszczony z gułagu w 1942 roku w ramach amnestii dla Polaków w Związku Radzieckim i następnie przetransportowany przez Morze Kaspijskie do Iranu, w związku z czym jego ucieczka nie mogła się odbyć.
Fałszerstwo Rawicza wyszło na jaw, gdy okazało się, że Rawicz nie mógł uciec z obozu, gdyż według sowieckich archiwów wojskowych został ewakuowany wraz z armią Andersa do Persji. Na niekorzyść Rawicza świadczy również wiele innych rozbieżności pomiędzy jego aktami a treścią książki.

### Fałszerstwo Glińskiego
Pięć lat po śmierci Rawicza, Witold Gliński potwierdził autentyczność zaistnienia marszu, jednak oskarżył przy tym Rawicza o przywłaszczenie jego własnej historii. W 2009 r. Gliński ujawnił prawdę, gdyż chciał, aby nie została zapomniana.
Z kolei relacja Glińskiego jest kwestionowana przez zesłańca do specposiołku Kriesty, Leszka Glinieckiego.
Amerykańska autorka Linda Willis odnotowała relację Glińskiego, który opowiedział jej, że po przybyciu do Indii odbył długą podróż pociągiem (otwarte lory z ławkami) do małego portu nad brzegiem Morza Kaspijskiego, skąd przetransportowano jego i wielu innych statkami do Persji. Świadczy to o zupełnej nieznajomości geografii regionu (w tamtych czasach brzegi Morza Kaspijskiego były w posiadaniu tylko dwóch państw: ZSRR i Iranu) i o tym, że Gliński (podobnie jak i Rawicz) dotarł z wojskiem polskim pociągiem do Krasnowodska, skąd został przetransportowany statkiem do Pahlavi, czyli że on również nie uciekł do Indii.

### Długi marsz w kulturze
W roku 2010 australijski reżyser Peter Weir zrealizował (w koprodukcji ze stroną polską) film pt. Niepokonani (z Jimem Sturgessem, Colinem Farrellem i Edem Harrisem).